# ジュニア・クック
ジュニア・クック（Junior Cook、1934年7月22日 - 1992年2月3日）は、ジャズのハード・バップのテナー・サックス奏者であった。

## 略歴
ジュニア・クックはアメリカ合衆国フロリダ州ペンサコーラで生まれた。1958年にディジー・ガレスピーと共演した後、ジュニア・クックはホレス・シルヴァー・クインテットで長年にわたる参加メンバー（レギュラー・メンバー）を務めてかなりの名声を得た（1958年-1964年）。ジュニア・クックとブルー・ミッチェルはホレス・シルヴァー・クインテットを脱退した後、ブルー・ミッチェル・クインテットで演奏した（1964年-1969年）。
サイドマンとして多くの参加に加え、ジュニア・クックはジャズランド（1961年）、Catalyst（1977年）、ミューズ、スティープルチェイスなどのレーベルでリーダーとして吹き込みを行った。
ジュニア・クックはまた1970年代に1年ほどバークリー音楽大学で教鞭を取った。
1990年代初頭、ジュニア・クックはクリフォード・ジョーダンのグループで共演している。
ジュニア・クックは、ニューヨークにある自分のアパートで死亡した。

## ディスコグラフィ

### リーダー・アルバム
- 『ジュニアズ・クッキン』 - Junior's Cookin' (1961年、Jazzland)
- 『イチバン』 - Ichi-Ban (1976年、Timeless) ※with ルイス・ヘイズ
- 『プレッシャー・クッカー』 - Pressure Cooker (1977年、Catalyst)
- Good Cookin'  (1979年、Muse)
- Somethin's Cookin'  (1981年、Muse)
- The Place to Be (1988年、Steeplechase)
- On a Misty Night (1989年、Steeplechase)
- You Leave Me Breathless (1991年、Steeplechase)
- 『オンケル・ポー・カーネギー・ホール - ハンブルグ 1976』 - Louis Hayes / Junior Cook Quintet at Onkel Po's Carnegie Hall - Hamburg 1976 (2020年、Jazzline) ※with ルイス・ヘイズ

### 参加アルバム
ホレス・シルヴァー
- 『フィンガー・ポッピン』 - Finger Poppin' (1959年、Blue Note)
- 『ブローイン・ザ・ブルース・アウェイ』 - Blowin' the Blues Away (1959年、Blue Note)
- 『ホレス・スコープ』 - Horace-Scope (1960年、Blue Note)
- 『ドゥーイン・ザ・シング』 - Doin' the Thing (1961年、Blue Note)
- 『ザ・トーキョー・ブルース』 - The Tokyo Blues (1962年、Blue Note)
- 『シルヴァーズ・セレナーデ』 - Silver's Serenade (1963年、Blue Note)
- 『ソング・フォー・マイ・ファーザー』 - Song for My Father (1964年、Blue Note)
- Music to Ease Your Disease (1988年、Silverto)
- Paris Blues (2002年、Pablo) ※1962年録音
- 『ライヴ・アット・ニューポート'58』 - Live at Newport '58 (2008年、Blue Note) ※1958年録音

ビル・ハードマン
- Home (1978年、Muse)
- Politely (1982年、Muse)
- Focus (1982年、Muse)
- What's Up (1989年、SteepleChase)

フレディ・ハバード
- 『ソンミの歌』 - Sing Me a Song of Songmy (1971年、Atlantic)
- 『キープ・ユア・ソウル・トゥギャザー』 - Keep Your Soul Together (1973年、CTI)
- 『ハイ・エナジー』 - High Energy (1974年、Columbia)
- 『ポラール・AC』 - Polar AC (1975年、CTI)

クリフォード・ジョーダン
- Two Tenor Winner (1984年、Criss Cross)
- Play What You Feel (1997年、Mapleshade) ※1990年録音

ブルー・ミッチェル
- 『ザ・カップ・ベアラーズ』 - The Cup Bearers (1962年、Riverside)
- 『ザ・シング・トゥ・ドゥ』 - The Thing to Do (1964年、Blue Note)
- 『ダウン・ウィズ・イット』 - Down with It! (1965年、Blue Note)
- 『ブリング・イット・ホーム・トゥ・ミー』 - Bring It Home to Me (1966年、Blue Note)
- 『ボス・ホーン』 - Boss Horn (1966年、Blue Note)
- 『ヘッズ・アップ』 - Heads Up (1967年、Blue Note)

その他
- ケニー・バレル : 『ブルー・ライツ』 - Blue Lights (1958年、Blue Note)
- ケニー・バレル : 『スウィンギン』 - Swingin' (1980年、Blue Note) ※1956年録音
- デイヴ・ベイリー・セクステット : 『ワン・フット・イン・ザ・ガター』 - One Foot in the Gutter (1960年、Epic)
- ロイ・ブルックス : 『ビート!』 - Beat (1964年、Workshop Jazz)
- バリー・ハリス : 『ルミネセンス』 - Luminescence! (1967年、Prestige)
- シダー・ウォルトン : 『シダー!』 - Cedar! (1967年、Prestige)
- ジョン・パットン : 『ザット・サートゥン・フィーリング』 - That Certain Feeling (1968年、Blue Note)
- ドン・パターソン : Opus De Don (1968年、Prestige)
- ルイ・スミス : Prancin' (1979年、SteepleChase)
- ミッキー・タッカー : Sojourn (1977年、Xanadu)
- マッコイ・タイナー : Uptown/Downtown (1988年、Milestone)
- ウォルター・ビショップ・ジュニア : Hot House (1979年、Muse)
- ヴァイブレーション・ソサイエティー : The Music of Rahsaan Roland Kirk (1986年、Stash)
- ラリー・ゲイルズ : A Message from Monk (1990年、Candid)
- バーサ・ホープ : Elmo's Fire (1991年、SteepleChase)